# Mkrtič Nalbandyan
Mkrtič Nalbandyan (in armeno Մկրտիչ Նալբանդյան?; Gyumri, 5 febbraio 1989) è un ex calciatore armeno, di ruolo attaccante.

## Carriera
In carriera ha giocato una partita nei preliminari di Europa League, nella stagione 2012-2013.

## Palmarès

### Club

#### Competizioni nazionali
- Campionato armeno: 1

Širak: 2012-2013